# Sloboda a Solidarita
Sloboda a Solidarita (zkratka SaS, označovaná též jako Saska, česky Svoboda a Solidarita) je slovenská liberální politická strana působící od roku 2009, kdy ji založil ekonom Richard Sulík. Od března 2024 je předsedou strany Branislav Gröhling.

## Historie
Strana byla založena 28. února 2009 v Bratislavě. V obou kolech prezidentských voleb strana podporovala Ivetu Radičovou. Strana se zúčastnila voleb do Evropského parlamentu v roce 2009, na prvním místě kandidátky byl ekonom Ján Oravec. Strana ve volbách získala 4,71 % hlasů, místo v Evropském parlamentu jí tak jen těsně uniklo (uzavírací klauzule byla 5 %).

### Referendum 2010
V polovině roku 2009 strana začala sbírat podpisy pro vypsání referenda, které mělo obsahovat šest témat: zrušení koncesionářských poplatků, omezení poslanecké imunity, snížení počtu poslanců Národní rady Slovenské republiky (ze 150 na 100), stanovení maximální ceny automobilů orgánů veřejné moci, volby do Národní rady a Evropského parlamentu přes internet a změnu tiskového zákona s omezením práva na odpověď. Petice na vypsání referenda získala celkem 368 tisíc platných podpisů, tudíž překročila hranici požadovaných 350 tisíc podpisů a prezident Slovenska Ivan Gašparovič referendum vyhlásil na 18. září 2010. Referenda se účastnilo pouze 22,84 % oprávněných voličů, tudíž nebylo referendum platné. I přes neúspěch referenda se některé z jeho tezí dostaly do programového prohlášení vlády Ivety Radičové, jejíž byla SaS součástí.
V parlamentních volbách v roce 2010 získala strana 12,1 % hlasů a poprvé se tak dostala do parlamentu.

### Vládní krize 2011
V roce 2011 došlo ve vládě Ivety Radičové ke sporům ohledně schválení posílení pravomocí Evropského nástroje finanční stability označovaného také za záchranný fond eurozóny. Sloboda a Solidarita s jeho schválením nesouhlasila, argumentovala například tím, že tento návrh jde proti duchu solidarity v rámci EU, kdy chudší Slovensko by mělo přispívat na záchranu bohatších států v problémech, jako je Řecko. Schválení návrhu považovala SaS také za porušení vládního programu. Iveta Radičová spojila hlasování o tomto návrhu s vyjádřením důvěry vládě. O návrhu se hlasovalo 11. října 2011. Návrh byl v Slovenské národní radě odmítnut a vláda tak ztratila důvěru. O dva dny později schválila národní rada předčasné parlamentní volby s datem konání 10. března 2012.
V rámci reakcí pak v listopadu 2011 stranu opustila skupina poslanců, která založila nové politické hnutí OBYČAJNÍ ĽUDIA a nezávislé osobnosti.

### Volební období 2012–2016
Ve volbách v roce 2012 strana výrazně oslabila, když udržela pouhých 11 mandátů s volebním ziskem méně než 6 % platných hlasů a skončila až na 6. místě. Strana se stala součástí opozice proti jednobarevné vládě Roberta Fica. V letech 2013–2015 se volební preference strany pohybovaly pouze kolem pětiprocentní hranice nutné ke vstupu do Národní rady, minimum 3,9 % dosáhly v květnu 2013 a lednu 2015. V rámci strany se vyostřil spor mezi předsedou Richardem Sulíkem a jeho vyzyvatelem Jozefem Kollárem. Na stranickém kongresu 16. března 2013 byl v úřadu předsedy strany těsným výsledkem potvrzen Richard Sulík, když získal 134 hlasů, Jozef Kollár obdržel 121 hlasů. 11. dubna 2013 pak skupina kolem Jozefa Kollára oznámila ukončení svého působení ve straně a založení občanského sdružení Liberální dohoda. Před volbami 2016 strana v září 2015 odmítla možnost volební koalice pravicových stran a oznámila samostatnou kandidaturu.

### Volební období 2016–2020
Ve volbách 2016 strana obdržela více než 12 % platných hlasů, získala 21 mandátů a umístila se na druhém místě. Výsledky voleb neumožnily straně sestavit širokou pětičlennou vládu pravého středu a případný šestý člen, Slovenská národná strana, šestičlennou koalici odmítla. SaS se tak stala nejsilnější opoziční stranou poté, co byla sestavena třetí vláda Roberta Fica.

### Volební období 2020–2023
V parlamentních volbách v roce 2020 strana oslabila, získala 6,22 % a obhájila pouze 13 mandátů. Stala se však součástí vládní koalice, kterou následně v září 2022 opustila.

### Volební období 2023–2027
V parlamentních volbách v roce 2023 strana získala 6,32 % hlasů.
Ke konci října 2023 zakladatel strany Richard Sulík oznámil po téměř patnácti letech svůj konec ve vedení strany. Volba nového předsedy proběhla 16. března 2024, kdy získal 160 ze 173 hlasů dřívější místopředseda Branislav Gröhling.
V prezidentských volbách v roce 2024 strana podporovala diplomata a bývalého ministra zahraničních věcí Ivana Korčoka.

## Volební výsledky

### Národní rada Slovenské republiky
| Volby | Hlasy   | Hlasy | Mandáty | Mandáty | Pozice | Postavení                                        |
| Volby | Počet   | %     | Počet   | ±       | Pozice | Postavení                                        |
| ----- | ------- | ----- | ------- | ------- | ------ | ------------------------------------------------ |
| 2010  | 307 287 | 12,2  | 22/150  | ▲22     | ▲3.    | Koalice (SDKÚ-DS, KDH, Most-Híd)                 |
| 2012  | 150 266 | 5,9   | 11/150  | ▼11     | ▼6.    | Opozice                                          |
| 2016  | 315 558 | 12,1  | 21/150  | ▲10     | ▲2.    | Opozice                                          |
| 2020  | 179 246 | 6,2   | 13/150  | ▼8      | ▼6.    | Koalice (OĽaNO, Sme rodina, ZA ĽUDÍ) (2020–2022) |
| 2020  | 179 246 | 6,2   | 13/150  | ▼8      | ▼6.    | Opozice (2022)                                   |
| 2023  | 187 645 | 6,3   | 11/150  | ▼2      | ▬6.    | Opozice                                          |

### Evropský parlament
| Volby | Hlasy  | Hlasy | Mandáty | Mandáty | Pozice |
| Volby | Počet  | %     | Počet   | ±       | Pozice |
| ----- | ------ | ----- | ------- | ------- | ------ |
| 2009  | 39 016 | 4,7   | 0/13    | ▬0      | ▲7.    |
| 2014  | 37 376 | 6,7   | 1/13    | ▲1      | ▲6.    |
| 2019  | 94 839 | 9,6   | 2/14    | ▲1      | ▲5.    |